# Friedrich Firnhaber
Friedrich Firnhaber (Bécs, 1818. február 18. – Bécs, 1860. szeptember 19.) osztrák történetíró, levéltáros.

## Élete
Bécsben jogot végzett és azután a császári titkos levéltárhoz került, ahol Chmel vezetése alatt kezdte meg tudományos kutatásait. Számos modern nyelvet sajátított el és magyarul is megtanult. Műveinek tetemes része hazai történetünkbe vág; ezeknek anyagát a nevezett levéltár kincseiből merítette. Így: Vicenzo's Guidoto's Gesandtschaft am Hofe Ludwigs von Ungarn (megjelent a bécsi akadémia Sitzungsberichtjei között I. 27.); Beiträge zur Geschichte Ungarns unter der Regierung der Könige Wladislaus II. und Ludwig II. 1490-1526 (uo. III. 375 old.). Ebben a fontos értekezésben különösen a Jagellók és a Habsburgok között kötött családi és örökösödési szerződéseket méltatja, melyeknek közjogi horderejére nézve azonban hazai jogtudósainkkal és történetiróinkkal nincs egy véleményen. Továbbá: Aktenstücke zur Aufhellung der ungar. Geschichte des XVII. und XVIII. Jahrhunderts. (uo. VIII. 1. l.). E kútfői publikáció történetünk külügyi részére vet világot. Urkunden zur Geschichte Siebenbürgens, I. köt. (Fontes rerum Austriacarum, XV. köt.) E kútfőgyüjteményben közzétett oklevelek az Árpád-ház kihaltát (1301) megelőző korból valók. Ezt a kötetet F. Teutsch G. D. közreműködésével rendezte sajtó alá. Urkundliches zur Geschichte der Stadt Güns (az erdélyi szász Notizblatt I. 1851. évfolyamában); Stefan Verbőcys Gesandtschaft nach Venedig im Jahre 1519 (uo.); Die Verschwörung der Siebenbürger gegen K. Mattias Corvinus im Jahre 1467 (uo. II. 1852. évf.); Nachtrag zur Abhandlung über die Friedensverhandlung zwischen Kaiser Ferdinand II. u. Gabr. Bethlen zu Nikolsburg 1621-22 (uo. III. 1854. évf.); két pótlékkal (a IV. és VIII. évfolyamban); Zur Geschichte der Serben in Woiwodina (uo. V. 1855.). Egyéb dolgozatai: Heinr. Graf Hardeck, Burggraf von Duino (megh. 1270., az Archiv für Kunde österr. Gesch. Quellen, II. köt. 173); Petrus de Pulka, Abgeordneter der Wiener Universität (uo. XV. 1.) stb. Érdemei elismeréseül több tudományos társulat tagjának választotta.